# Штанько, Филипп Феофанович
Филипп Феофанович Штанько (02.07.1905 — 20.04.1993) — командир 56-й мотострелковой бригады 23-го Будапештского танкового корпуса 2-го Украинского фронта, полковник. Герой Советского Союза.

## Биография
Родился 2 июля 1905 года в селе Вороновка ныне Городищенского района Черкасской области.
В Красной Армии с декабря 1927 года. Участник Великой Отечественной войны с июня 1941 года. С ноября 1941 года на фронте. Принимал участие в битве за Москву, в обороне Киева, освобождении Можайска, Гжатска и Вязьмы, освобождении Донбасса, в Березнеговато-Снегирёвской, Ясско-Кишинёвской, Дебреценской и Будапештской операциях, в освобождении Чехословакии.
Указом Президиума Верховного Совета СССР от 13 сентября 1944 года за образцовое выполнение боевых заданий командования и проявленные при этом мужество и героизм полковнику Штанько Филиппу Феофановичу присвоено звание Героя Советского Союза с вручением ордена Ленина и медали «Золотая Звезда».
С ноября 1955 года в запасе. Жил в Мелитополе Запорожской области. Покончил жизнь самоубийством 20 апреля 1993 года. Похоронен в Мелитополе.
Награждён двумя орденами Ленина, тремя орденами Красного Знамени, орденами Суворова 2-й степени, Богдана Хмельницкого 2-й степени, Отечественной войны 1-й степени, двумя орденами Красной Звезды, медалью «За отвагу», другими медалями.